# Mulinum valentini
Mulinum valentini là một loài thực vật có hoa trong họ Hoa tán. Loài này được Spegg. mô tả khoa học đầu tiên năm 1899.